# عرقسوس شوكي
عرقسوس شوكي (الاسم العلمي:Glycyrrhiza echinata) هو نوع من النباتات يتبع جنس العرقسوس من الفصيلة البقولية.